# یواس‌آرسی ویرجینیا (۱۷۹۷)
یواس‌آرسی ویرجینیا (۱۷۹۷) (به انگلیسی: USRC Virginia (1797)) یک کشتی بود که طول آن ۵۰ فوت (۱۵ متر) بود. این کشتی در سال ۱۷۹۷ ساخته شد.